# Collapse (EP)
Pour les articles homonymes, voir Collapse.
Albums de Aphex Twin
London 03.06.17
(2017)
Collapse est un EP du musicien électronique britannique Aphex Twin, sorti le 14 septembre 2018 sur le label Warp.

## Sortie
À la fin du mois de juillet 2018, des affiches stylisées du logo d'Aphex Twin sont apparues dans la station Elephant and Castle de Londres. En août, le même logo a été retrouvé dans différentes villes, notamment à Los Angeles, New York et Tokyo. Au même moment, un listing Amazon de Collapse, supprimé depuis, indiquait que la date de sortie était le 14 septembre 2018.
Le 5 août 2018, Warp Records a publié un communiqué de presse via Twitter ; une image d'un document obscurci numériquement avec le même logo Aphex Twin trouvé quelques jours plus tôt. Une fois édité, le document contenait des phrases absurdes et décousues, telles que "Y'wd Aphex Twin The legendary summer for this summer of love ! love epoch, global phenomlomenamental", y compris des mots écrits en cornique, similaires aux titres des pistes de l'album Drukqs d'Aphex Twin sorti en 2001.
Le 7 août 2018, la sortie de Collapse EP est annoncée par Warp pour le 14 septembre. Le clip promotionnel d'un extrait de l'album intitulé "T69 Collapse" devait être diffusé sur Adult Swim, mais cette diffusion est annulée car les images le font échouer au test de Harding (en). Le clip est mis en ligne sur Youtube le lendemain.
Warp Records déclare que le clip, les affiches et la pochette de l'EP ont été créés par le vidéaste Weirdcore, basé à Londres,.
Les précommandes de vinyles, CD et cassettes de Collapse ont été mises en vente ce jour-même via la page de la boutique Aphex Twin, et la boutique en ligne Bleep. Toutefois L'EP fait l'objet d'une fuite sur internet le 13 août 2018.

## Réception
Collapse a reçu un accueil universel de la part des critiques musicaux. Sur Metacritic, qui attribue une note normalisée sur 100 aux avis des critiques grand public, la pièce étendue a reçu une note moyenne de 82, sur la base de 14 avis. La plupart des critiques ont noté que le disque incorporait des sons caractéristiques d'Aphex Twin, semblables à ceux de ses précédents albums. Pour AllMusic, il s'agit de l'oeuvre la plus aphexienne de James depuis son retour en 2014 avec Syro, suivant des sorties qui « manquaient souvent de personnalité. », ainsi Paul Simpson d'AllMusic a loué le disque au " titre ironique " qui montre un retour aux " rythmes ultra-glitchy et aux mélodies enfantines " caractéristiques d'Aphex Twin, contrairement à Robert Ham de Consequence of Sound qui a été moins impressionné par la familiarité et le manque de surprise et de choc des chansons. En revanche, il a fait l'éloge de l'élément de contrôle au sein des morceaux qui aboutissent à "des signatures reconnaissables au centre du son entropique qui semble se désagréger en temps réel".
Les différents morceaux de Collapse ont été accueillis positivement par la critique, Daryl Keating d'Exclaim ! qualifiant les chansons de "joyaux absolus" et Carlos Hawthorn de Resident Advisor estimant que chaque morceau avait "des moments suffisamment abstraits pour attirer votre attention et suffisamment humains pour la conserver". Dans le NME, Tom Connick décrit le disque comme "de la musique pour les fêtes post-apocalyptiques de Mad Max [...] une boîte à malices de chapelier fou, explosée et reconstruite" et le qualifie de sortie "la plus essentielle" d'Aphex Twin depuis des années. Josh Geller, de Slant Magazine, a été surpris par le caractère "chaleureux et accueillant" de Collapse, dont "les éclats denses de glitch complexe et les paysages sonores ambiants et expansifs" donnent l'impression d'un "voyage musical plus élaboré que ses cinq pistes".
Les critiques ont également comparé le disque à Syro, l'album d'Aphex Twin sorti en 2014 : Andy Cush de Spin a trouvé que Collapse correspondait de près à l'ambition et aux changements structurels trouvés dans l'album, tandis que Spyros Statis de PopMatters a écrit que le disque " échange le son Syro avec une gamme d'idées dissonantes et de motifs rythmiques défigurés. ". Cush a reconnu par la suite que Collapse est plus enclin à " suivre ces changements vers des endroits encore plus dangereux " ; la plupart des chansons commencent à une " relative normalité " avant de devenir " incontrôlables " et de se briser. Jack Bray de The Line of Best Fit a plutôt comparé Collapse au Cheetah EP d'Aphex Twin, estimant que Collapse était une sortie plus confiante que cette dernière malgré une durée plus courte. Il a particulièrement fait l'éloge de l'arrangement musical du disque, qu'il a observé comme étant " bourré d'idées " et " représentant certains des projets les plus fins et les plus variés que l'on puisse trouver dans tous les projets [d'Aphex Twin] ". Philip Sherburne de Pitchfork a vu que, contrairement aux sorties précédentes d'Aphex Twin, la musique de Collapse " se déplace sur une plus grande échelle " avec un " réel sens de la violence ", mais parvient à rester " relativement indemne " grâce à la maîtrise de Twin de " jongler entre précision et chaos ".